# 4 Wojskowy Szpital Kliniczny z Polikliniką we Wrocławiu
4 Wojskowy Szpital Kliniczny z Polikliniką we Wrocławiu (4 WSK) – samodzielny publiczny zakład opieki zdrowotnej będący szpitalem, utworzony przez Ministerstwo Obrony Narodowej.

## Historia szpitala
Szpital został sformowany w kwietniu 1944 r. w Białopolu koło Sum jako 6 Szpital Lekko Rannych (na 1000 łóżek). Szpital podporządkowany był 1 Armii Wojska Polskiego. Podczas działań wojennych szpital dyslokowano kolejno w miejscowościach: Kiwerce (na Ukrainie), Garwolin, Otwock, Tworki, Łowicz, Giżyce, Włocławek, Bydgoszcz, Złotów, Regenwalde (Resko) i Witnica. W chwili zakończenia II wojny światowej znajdował się on w Biesenthal pod Berlinem.
Po zakończeniu działań wojennych szpital został przegrupowany do Rokitnicy k. Zabrza i włączony w skład Okręgu Wojskowego Śląsk. We wrześniu 1945 r. szpital przeformowano na Szpital Okręgowy z Polikliniką Nr 7 (na 400 łóżek). W kwietniu 1946 r. szpital został przeniesiony do Wrocławia i rozmieszczony w obiektach przy ul. Traugutta 112.
W październiku 1946 r. Szpital Okręgowy z Polikliniką Nr 7 został przemianowany na Okręgowy Szpital z Polikliniką Nr 4 (na 400 łóżek). W październiku 1950 r. szpital rozlokowano przy ul. Czerskiej 5 (obecnie ul. Weigla 5). W czerwcu 1951 r. zmieniono nazwę szpitala na 4 Okręgowy Szpital z Przychodnią. W lutym 1953 r. szpital przeformowano na nowy etat i przemianowano na 4 Wojskowy Szpital Okręgowy. We wrześniu 1977 r. 4 Wojskowy Szpital Okręgowy z Przychodnią, przeformowano na 4 Wojskowy Okręgowy Szpital Kliniczny z Polikliniką na 710 łóżek. Z dniem 01.01.1999 r. utworzono 4 Wojskowy Szpital Kliniczny z Polikliniką Samodzielny Publiczny Zakład Opieki Zdrowotnej we Wrocławiu.
Przy szpitalu funkcjonuje lądowisko sanitarne.

## Struktura szpitala (2014)
W 2014 r. w strukturze szpitala znajdowało się:
- Komenda 4 WSKzP
  - 11 klinik
  - 5 samodzielnych zakładów
  - szpitalny oddział ratunkowy
  - ośrodek chorób serca,
  - przychodnie specjalistyczne
  - przychodnia stomatologiczna

## Struktura szpitala[2]
- Komenda 4. Wojskowego Szpitala Klinicznego (Komendant - Zastępca Komendanta)
- Ośrodek Chorób Serca (w tym dwie kliniki - Kardiologia, Kardiochirurgia)
- Ośrodek Chorób Wewnętrznych (w tym jedna klinika - Choroby Wewnętrzne)
- Ośrodek Chorób Układu Nerwowego
- Ośrodek Chirurgii (w tym dwie kliniki - Chirurgiczna, Chirurgii Naczyniowej/Transplantologii/Wątroby)
- Zintegrowany Blok Operacyjny (w tym Centralna Sterylizacja)
- Klinika Okulistyki
- Klinika Otorangyrologii/Chirurgii Głowy i Szyi
- Klinika Ortopedii i Traumatologii Narządu Ruchu
- Ośrodek Diagnostyki Obrazowej (w tym dwa zakłady - Radiologii lekarskiej i diagnostyki obrazowej, radiologii zabiegowej)
- Wydział Zaopatrzenia Medycznego (w tym apteka zakładowa)
- Zakład Rehabilitacji Leczniczej (w tym Dział Fizjoterapii)
- Zespół Kontroli Zakażeń Szpitalnych
- Bank Krwi (przypadający do Wojskowego Centrum Krwiodawstwa i Krwiolecznictwa)

## Kierownictwo[3]
- Komendant; Gen. bryg. dr hab. n. med. Wojciech Tański ( -obecnie)
- Zastępca Komendanta ds. medycznych; płk. lek. Mariusz Kiszka ( -obecnie)
- Zastępca Komendanta ds. Ekonomiczno-Finansowych; Piotr Pusty ( -obecnie)
- Zastępca Komendanta ds. Rejonu Zabezpieczenia Medycznych Wojsk; płk. Norbert Tomczyk ( -obecnie)
- Zastępca Komendanta ds. pielęgniarstwa; mgr. Ewa Pielichowska ( -obecnie)
- Szef Logistyki (Rejonowa Baza Zaopatrzenia Medycznego); mgr. Marek Oryszczak ( -obecnie)